# Divisione di Rajshahi
La Divisione di Rajshahi è una delle divisioni amministrative del Bangladesh, che ha come capoluogo la città di Rajshahi.

## Distretti
La Divisione conta 8 distretti:
- Distretto di Bogra
- Distretto di Joypurhat
- Distretto di Naogaon
- Distretto di Natore
- Distretto di Chapai Nawabganj
- Distretto di Pabna
- Distretto di Rajshahi
- Distretto di Sirajganj